# Liste der Bodendenkmäler in Thüngersheim
Auf dieser Seite sind die Bodendenkmäler in der oberfränkischen Gemeinde Thüngersheim zusammengestellt. Diese Tabelle ist eine Teilliste der Liste der Bodendenkmäler in Bayern. Grundlage ist die Bayerische Denkmalliste, die auf Basis des Bayerischen Denkmalschutzgesetzes vom 1. Oktober 1973 erstmals erstellt wurde und seither durch das Bayerische Landesamt für Denkmalpflege geführt wird. Die folgenden Angaben ersetzen nicht die rechtsverbindliche Auskunft der Denkmalschutzbehörde.

## Bodendenkmäler der Gemeinde Thüngersheim

### Bodendenkmäler in der Gemarkung Thüngersheim
| Lage                    | Objekt | Akten-Nr.     | Bild |
| ----------------------- | --- | ------------- | ---- |
| Thüngersheim (Standort) | Siedlung der Linearbandkeramik. | D-6-6125-0045 |      |
| Thüngersheim (Standort) | Mittelalterliche Burgruine Ravensburg | D-6-6125-0048 |      |
| Thüngersheim (Standort) | Mittelalterlicher Burgstall Etzburg. | D-6-6125-0049 |      |
| Thüngersheim (Standort) | Vorgeschichtliche Grabhügel. | D-6-6125-0050 |      |
| Thüngersheim (Standort) | Grabhügel vorgeschichtlicher Zeitstellung. | D-6-6125-0051 |      |
| Thüngersheim (Standort) | Siedlung der Bronzezeit. | D-6-6125-0055 |      |
| Thüngersheim (Standort) | Siedlung der späten Hallstattzeit und der frühen Latènezeit. | D-6-6125-0087 |      |
| Thüngersheim (Standort) | Freilandstation des Mesolithikums und Siedlung des Neolithikums sowie der Hallstattzeit. | D-6-6125-0088 |      |
| Thüngersheim (Standort) | Freilandstation des Mesolithikums und Siedlung des Neolithikums. | D-6-6125-0089 |      |
| Thüngersheim (Standort) | Siedlung vor- und frühgeschichtlicher Zeitstellung. | D-6-6125-0100 |      |
| Thüngersheim (Standort) | Archäologische Befunde des Mittelalters und der frühen Neuzeit im Bereich des Ortskernes von Thüngersheim. | D-6-6125-0117 |      |
| Thüngersheim (Standort) | Archäologische Befunde im Bereich der frühneuzeitlichen Ortsbefestigung in Thüngersheim. | D-6-6125-0118 |      |
| Thüngersheim (Standort) | Archäologische Befunde im Bereich der ehemalige befestigten frühneuzeitlichen Katholischen Pfarrkirche St. Michael von Thüngersheim mit mittelalterlichem Vorgängerbau, Kirchgaden und Bestattungen im Kirchhof. | D-6-6125-0119 |      |